# NWA World Tag Team Championship (Chicago version)
L'NWA World Tag Team Championship (Chicago version) è stato un titolo della divisione tag team della federazione Fred Kohler Enterprises, associata alla National Wrestling Alliance (NWA) ed era difeso nei territori dell'Illinois, Michigan e Wisconsin.
Il titolo fu attivo dal 1953, anno in cui fu fondato, fino al 1960, quando la Fred Kohler Enterprises lasciò la NWA.

## Storia
I territori della National Wrestling Alliance erano tenuti a riconoscere un solo campione mondiale dei pesi massimi, ma la NWA consentiva ad ognuno di essi di stabilire un titolo mondiale di coppia, rendendoli di fatto dei titoli regionali, a discapito del nome.
La versione di Chicago del titolo nacque nel 1953, quando Fred Kohler, gestore del territorio, annunciò Lord James Blears e Lord Athol Layton come i detentori del titolo, sostenendo che avevano conquistato il titolo in un altro territorio, seppur non si hanno notizie di questo passaggio di titolo. 
A partire dal titolo di Chicago furono originate altre due versioni del titolo mondiale di coppia: quello della Georgia nel 1955 e quello di Indianapolis nel 1956.
Nel 1960 i territori di Minneapolis, Chicago, Iowa/Nebraska, Indianapolis e Idaho-Utah abbandonarono la NWA per fondare la American Wrestling Association (AWA). Di conseguenza le versioni del NWA World Tag Team Championship di questi territori furono abbandonate per essere sostituite dall'AWA World Tag Team Championship.

## Albo d'oro
| Legenda  |                                                                               |
| -------- | ----------------------------------------------------------------------------- |
| #        | Indica il numero del regno titolato                                           |
| Regno    | Viene indicato il numero del regno del campione                               |
| Data     | La data in cui il titolo è stato vinto                                        |
| Località | Indica il luogo in cui il titolo è stato vinto                                |
| Note     | Indica notizie particolari riguardanti i cambi di titolo o altre informazioni |

| #  | Campione                                | Regno | Data             | Giorni | Località              | Evento     | Note | Fonti |
| -- | --------------------------------------- | ----- | ---------------- | ------ | --------------------- | ---------- | --- | ----- |
| 1  | Lord James Blears e Lord Athol Layton   | 1     | 1953             | --     | --                    | --         | Titolo assegnato in quanto i due sono riconosciuti come vincitori del titolo in un altro territorio.                                                                            |       |
| 2  | Bill Melby e Billy Darnell              | 1     | 25 luglio 1953   | 84     | Chicago, Illinois     | House show | Sconfiggendo Blears e Martino Angelo, che sostituiva Layton assente per infortunio.                                                                                             |       |
| 3  | Ben Sharpe e Mike Sharpe                | 1     | 17 ottobre 1953  | --     | Chicago, Illinois     | House show | |       |
| —  | Vacante                                 | —     | 1953             | —      | —                     | —          | Il titolo fu reso vacante quando i fratelli Sharpe lasciarono la federazione.                                                                                                   |       |
| 4  | Bill Melby e Billy Darnell              | 2     | 1954             | --     | --                    | --         | Il titolo fu assegnato a tavolino a Melby e Darnell |       |
| 5  | Reggie Lisowski e Art Neilson           | 1     | 13 febbraio 1954 | 371    | --                    | House show | Sconfiggendo Melby e Jack Witzig, che sostituiva Darnell assente per infortunio.                                                                                                |       |
| 6  | Pat O'Connor e Roy McClarity            | 1     | 19 marzo 1955    | --     | Moline, Illinois      | House show | |       |
| 7  | Guy Brunetti e Joe Tangara              | 1     | febbraio 1956    | --     | --                    | House show | |       |
| 8  | Mike DiBiase e Danny Plechas            | 1     | 18 febbraio 1956 | --     | Moline, Illinois      | House show | |       |
| 9  | Reggie Lisowski (2) e Stan Lisowski     | 1     | marzo 1956       | --     | --                    | House show | |       |
| —  | Vacante                                 | —     | 1956             | —      | —                     | —          | Il titolo fu reso vacanti per motivazioni non note. |       |
| 10 | Bobby Bruns e Roy McClarity             | 1     | 3 novembre 1956  | --     | Des Moines, Iowa      | House show | In uno spareggio per riassegnare il titolo vacante, sconfiggendo Nicolai e Boris Volkoff.                                                                                       |       |
| —  | Vacante                                 | —     | novembre 1956    | —      | —                     | —          | Il titolo fu reso vacanti per motivazioni non note. |       |
| 11 | Boris Volkoff e Nicolai Volkoff         | 1     | 24 novembre 1956 | --     | Milwaukee, Wisconsin  | House show | In uno spareggio per riassegnare il titolo vacante, sconfiggendo Reggie Lisowski e Stan Lisowski.                                                                               | [ 2 ] |
| 12 | Reggie Lisowski (3) e Stan Lisowski (2) | 2     | dicembre 1956    | --     | --                    | House show | |       |
| 13 | Boris Volkoff e Nicolai Volkoff         | 2     | 15 dicembre 1956 | 161    | Milwaukee, Wisconsin  | House show | |       |
| 14 | Verne Gagne e Édouard Carpentier        | 1     | 25 maggio 1957   | --     | Milwaukee, Wisconsin  | House show | | [ 3 ] |
| 15 | Boris Volkoff e Nicolai Volkoff         | 3     | giugno 1957      | --     | --                    | House show | |       |
| 16 | Reggie Lisowski (4) e Stan Lisowski (3) | 3     | 29 giugno 1957   | 238    | Chicago, Illinois     | House show | |       |
| 17 | Boris Volkoff e Nicolai Volkoff         | 4     | 22 febbraio 1958 | 266    | Chicago, Illinois     | House show | | [ 4 ] |
| 18 | Don Fargo e Jackie Fargo                | 1     | 15 novembre 1958 | --     | Chicago, Illinois     | House show | |       |
| —  | Vacante                                 | —     | 1959             | —      | —                     | —          | Il titolo fu reso vacanti per motivazioni non note. |       |
| 19 | Ray Shire e Roy Shire                   | 1     | 6 agosto 1959    | 189    | Indianapolis, Indiana | House show | Vincendo un torneo per riassegnare i titoli vacanti, sconfiggendo Angelo Poffo e Dick Afflis in finale.                                                                         |       |
| 20 | Dick Afflis e Gene Kiniski              | 1     | 11 febbraio 1960 | 58     | --                    | House show | |       |
| 21 | Ray Shire e Roy Shire                   | 2     | 9 aprile 1960    | --     | --                    | House show | |       |
| —  | Disattivato                             | —     | agosto 1960      | —      | —                     | —          | Quando la Fred Kohler Promotions lasciò la NWA per unirsi alla American Wrestling Association (AWA) il titolo fu disattivato e sostituito dall'AWA World Tag Team Championship. |       |